# شتيفان فينتس
ستيفان وينز (بالألمانية: Stefan Wenz)‏ (مواليد 15 فبراير 1957) هو سبّاح ألماني، مثّل بلاده في الألعاب الأولمبية الصيفية 1976.

## روابط خارجية
شتيفان فينتس على موقع أوليمبيديا (الإنجليزية)